# Simon Landreau
Simon Landreau est un religieux et homme politique français né le 30 mai 1733 à Lattre (Charente-Maritime) et décédé le 4 octobre 1803 à Tonnay-Charente (Charente-Maritime).

## Biographie
Curé de Moragne, il est député du clergé aux États généraux de 1789 pour la sénéchaussée de Saint-Jean-d'Angély.

## Sources
- « Simon Landreau », dans Adolphe Robert et Gaston Cougny, Dictionnaire des parlementaires français, Edgar Bourloton, 1889-1891 [détail de l’édition]

- Ressource relative à la vie publique :   - Base Sycomore
- Notices d'autorité :   - VIAF
  - IdRef